# Marcelo Venegas Palacios
Marcelo Venegas Palacios (Santiago de Chile, 10 de abril de 1948) es Ministro del Tribunal Constitucional de Chile
Venegas fue nombrado como Ministro del Tribunal Constitucional por el Senado, a propuesta de la Cámara de Diputados, para desempeñarse en el cargo por el período que va desde el 1° de enero de 2006 hasta el 15 de marzo de 2013.
Durante los años 2009 y 2011 se desempeñó como Presidente del Tribunal. Fue reemplazado en tal cargo por el ministro Raúl Bertelsen Repetto.

## Biografía

### Estudios
Estudió en la Escuela Pública N.º 45 "República Argentina", de Santiago, y en el Colegio San Pedro Nolasco de la misma ciudad. Ingresó a la Facultad de Derecho de la Universidad de Chile, egresando en 1972.

### Carrera
Durante el dictadura militar, Venegas estuvo a cargo del Instituto de Desarrollo Agropecuario (Indap) y de la División de Comunicación Social (Dinacos). En 1997 fue asesor jurídico del Presidente del Senado Sergio Onofre Jarpa, en el área jurídico-legislativa en el Congreso Nacional, en materias de derecho público y constitucional.
En enero de 2006 fue propuesto por la Cámara de Diputados al Senado para ser designado Ministro del Tribunal Constitucional. El Senado lo nombra el 17 de enero de 2006 y se incorporó al Tribunal el 1 de febrero del mismo año. En agosto de 2009 es designado Presidente del organismo.
Junto a Raúl Bertelsen Repetto, Marisol Peña Torres, José Luis Cea Egaña y Enrique Navarro Beltrán, Venegas es considerado como uno de los miembros más conservadores del Tribunal. En esta línea, en abril de 2008, su voto, junto al de Mario Fernández Baeza, fue decisivo para la aprobación de la moción que prohibiera la distribución gratuita del anticonceptivo de emergencia Levonorgestrel, más conocido como píldora del día después, en los consultorios del país.